# Grietherort
Grietherort ist eine Siedlung im Stadtteil Bienen der Stadt Rees im Kreis Kleve in Nordrhein-Westfalen. Von 1958 bis 1969 war Grietherort eine eigenständige Gemeinde im damaligen Kreis Rees. Der größte Teil von Grietherort gehört zum Naturschutzgebiet Grietherorter Altrhein.

## Geographie
Grietherort liegt auf einer Insel, die 1819 durch einen Durchstich des Rheins künstlich geschaffen wurde. Aus dem damaligen Hauptstrom wurde der heute östlich an Grietherort vorbeifließende Grietherorter Altrhein, während aus dem seinerzeit als Griether Kanal bezeichneten Durchstich der heutige Hauptstrom wurde. Grietherort ist nur dünn besiedelt und rein landwirtschaftlich geprägt. Der Grietherorter Altrhein, der – mit dem Rhein – ganz Grietherort umschließt, gehört zu den landschaftlich reizvollsten Gewässern am Niederrhein. Der größte Teil von Grietherort gehört zum Naturschutzgebiet Grietherorter Altrhein. Bei größeren Hochwassern des Rheins ist Grietherort (bei einem Rheinpegel Emmerich ab 7,20 Meter) regelmäßig von der Außenwelt abgeschnitten. Hauseigene Kähne und das Feuerwehrboot Bienchen sind dann die einzige Verbindung zur Außenwelt. Grietherort hat rund 100 Einwohner.

## Geschichte
Bis 1819 lag Grietherort noch linksrheinisch. Auch nach dem Rheindurchstich blieb Grietherort als nunmehr rechtsrheinischer Ort Teil der Gemeinde Grieth, die zum Kreis Kleve gehörte. Am 1. April 1958 wurde aus Grietherort eine eigene Gemeinde gebildet, die dem Amt Vrasselt des Kreises Rees zugeteilt wurde. Am 1. Juli 1969 wurde Grietherort durch das Gesetz zur Neugliederung von Gemeinden des Landkreises Rees in die Stadt Rees eingegliedert.

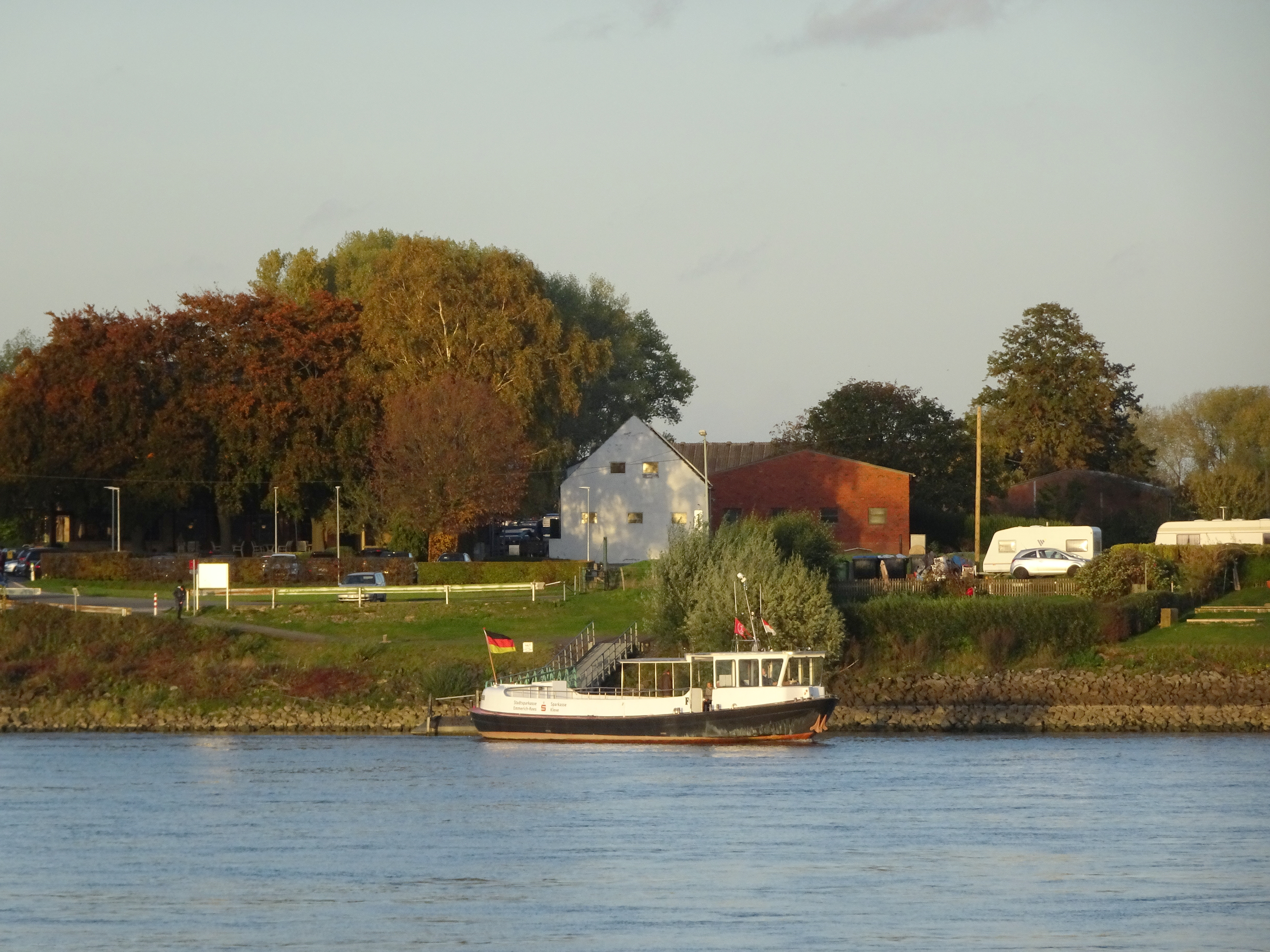
Fähre Inseltreue vor Grietherort
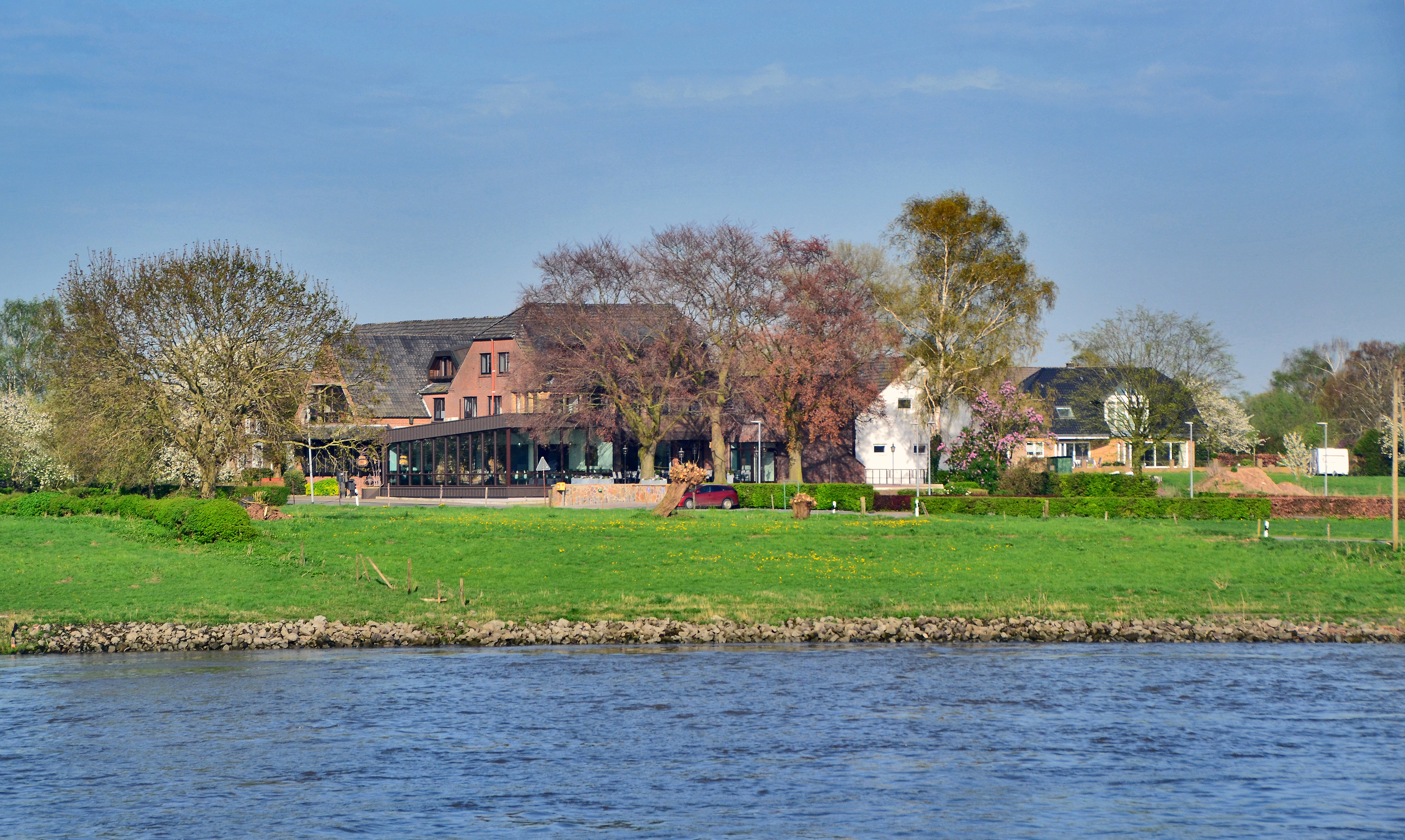
Grietherort – Inselgasthof Nass – Ansicht vom Rheinstrom
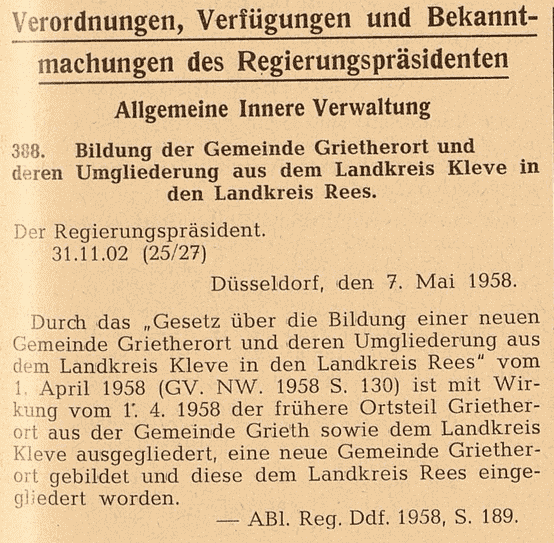
Gründung der Gemeinde Grietherort
Frühere Lage (bis 1969) von Grietherort im Amt Vrasselt
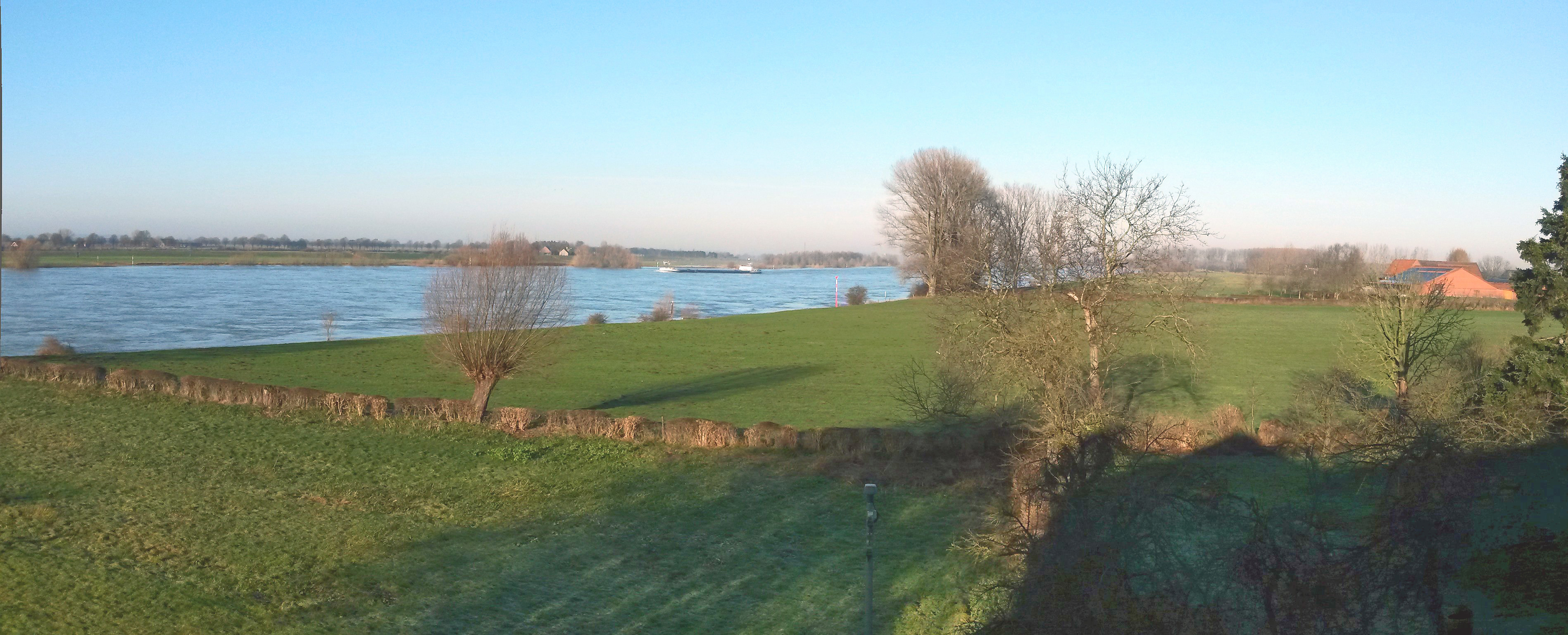
Grietherort am heutigen Rheinstrom
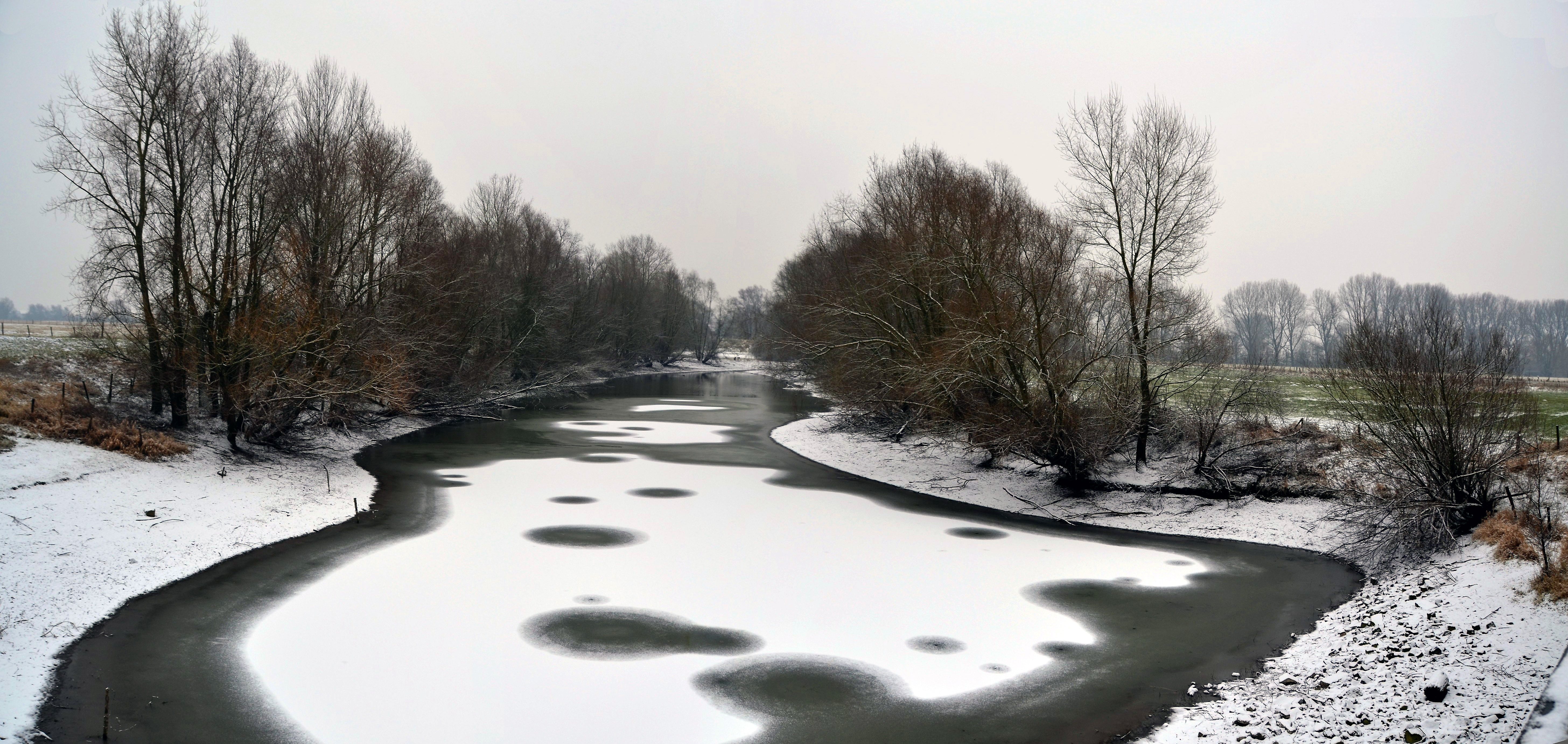
Grietherorter Altrhein
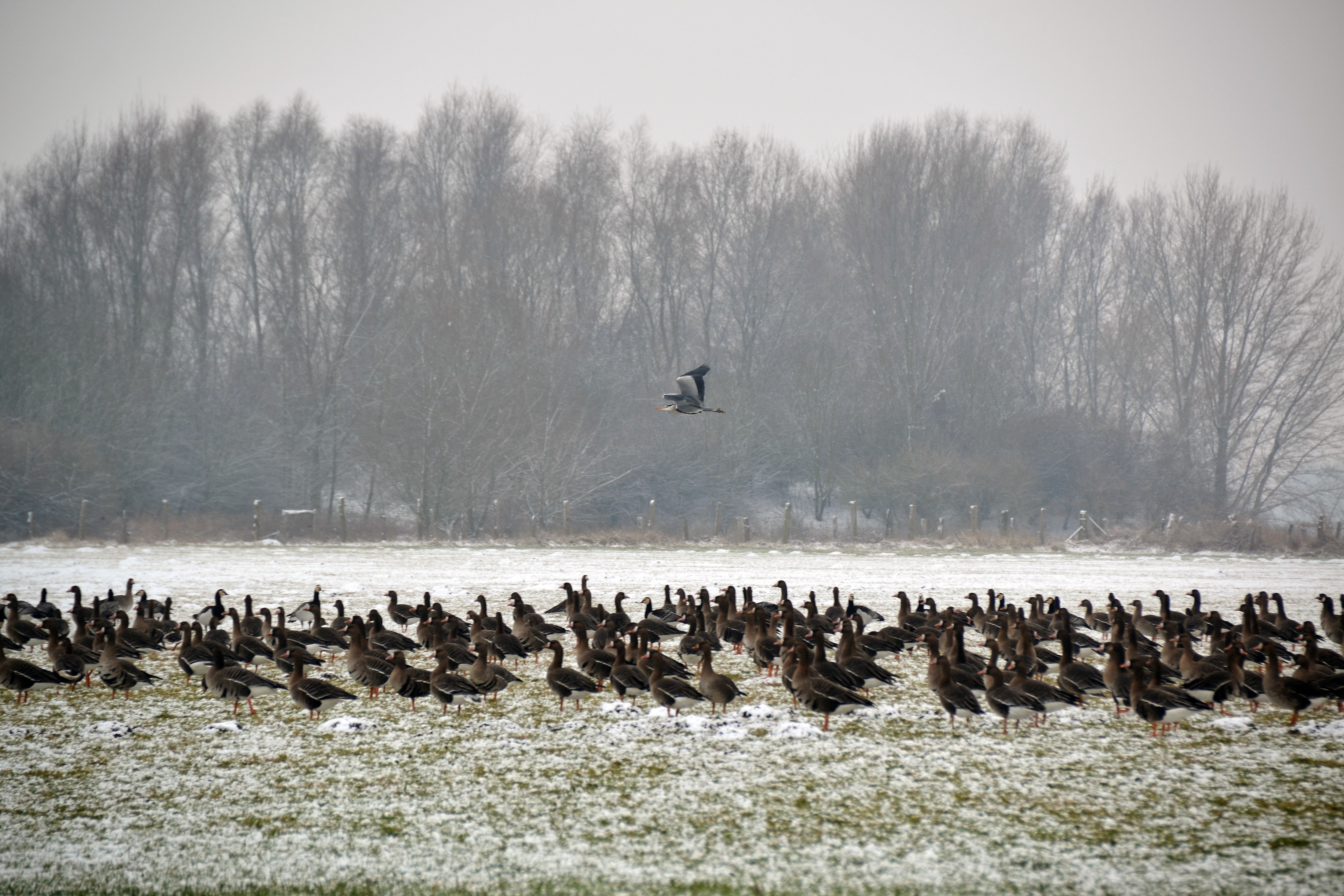
Wildgänse in Grietherort
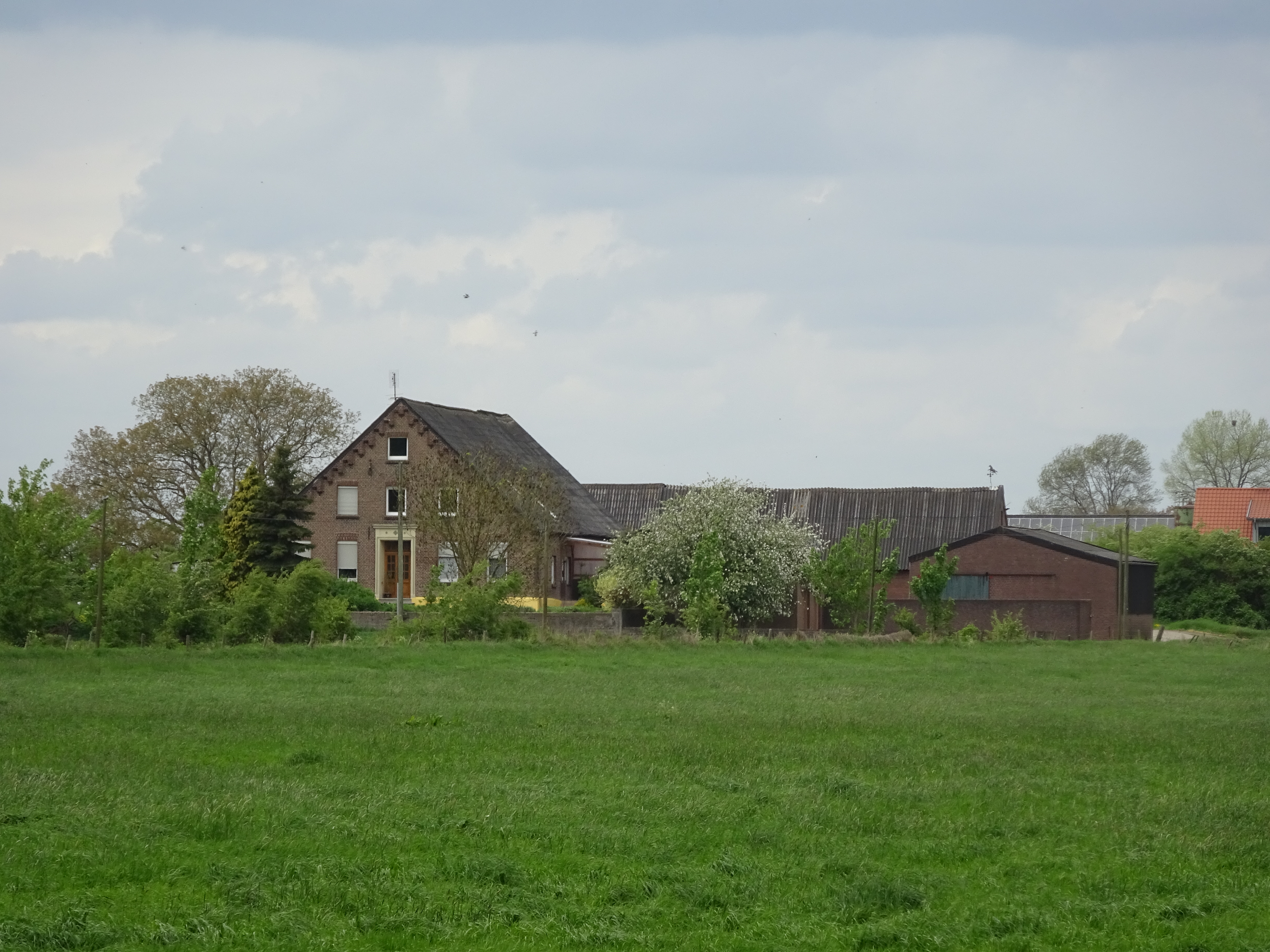
Ein Bauernhof in Grietherort
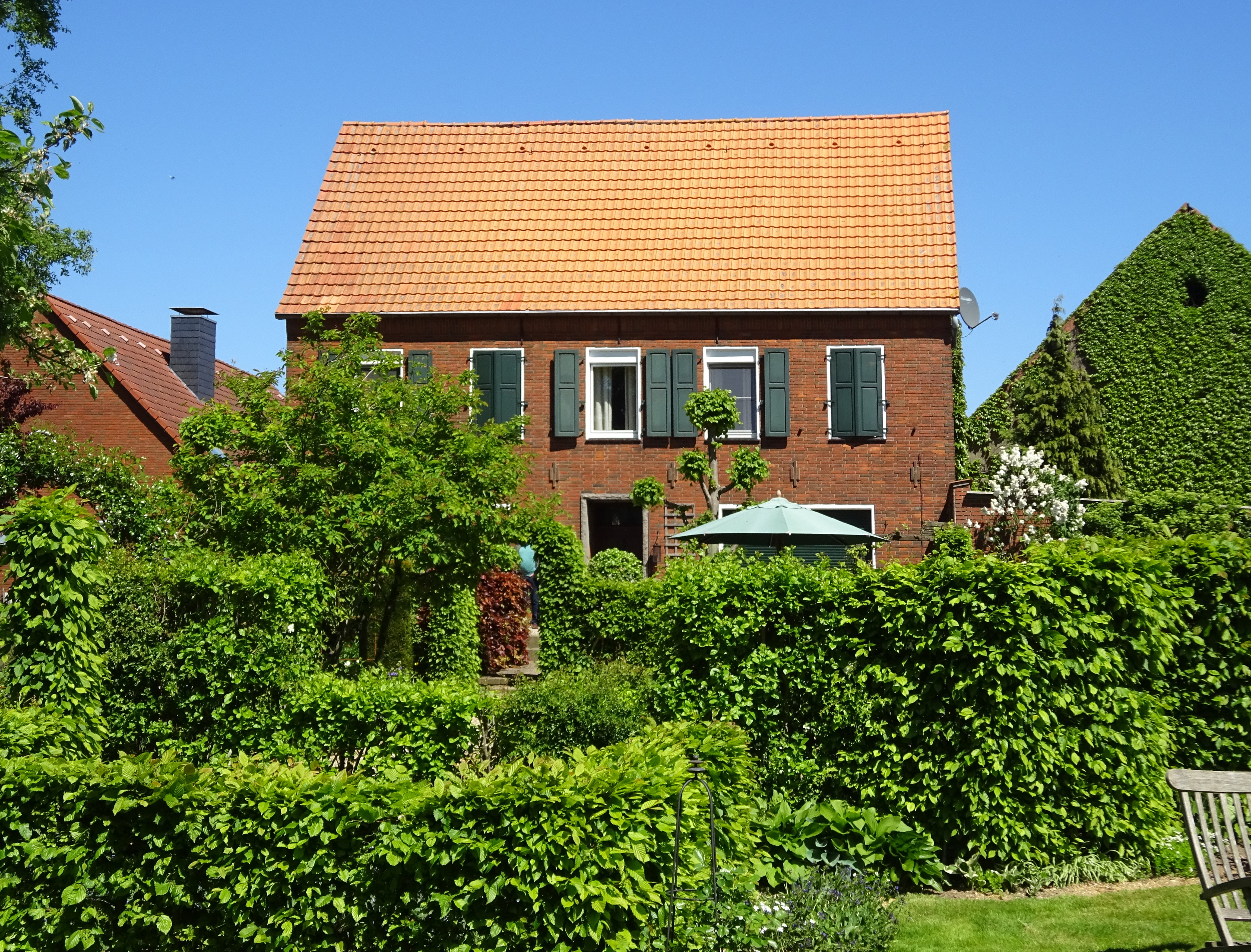
Bauernhaus in Grietherort

## Einwohnerentwicklung
Die folgenden historischen Einwohnerzahlen sind überliefert:
| Jahr | Einwohner | Quelle |
| ---- | --------- | ------ |
| 1832 | 18        | [ 2 ]  |
| 1871 | 80        | [ 3 ]  |
| 1885 | 87        | [ 4 ]  |

## Verkehr und Tourismus
Zwischen Grietherort und Grieth am gegenüberliegenden Rheinufer verkehrt eine Personenfähre. Von Bienen erreicht man Grietherort über die Grietherbuscher Straße. Im Ort gibt es ein Restaurant mit Hotel und einen Campingplatz.

## Kultur
Ein Träger des örtlichen Brauchtums ist die Schützenbruderschaft Grietherbusch-Grietherort. Die Hofanlage Grietherort 9 steht unter Denkmalschutz.

## Weblink
- Geschichte von Grietherort (PDF; 1,7 MB)